# Svenska mästerskapen i längdskidåkning 2008
Svenska mästerskapen i längdskidåkning 2008 arrangerades i Falun/Borlänge och Orsa.

## Medaljörer, resultat

### Herrar
| Gren                         | Guld                                                                | Guld                                                                | Silver                                                      | Silver                                                      | Brons                                                                  | Brons                                                                  |
| 15 km (K)                    | Mathias Fredriksson                                                 | Axa SC                                                              | Johan Olsson                                                | Åsarna IK                                                   | Fredrik Östberg                                                        | Falun-Borlänge SK                                                      |
| 50 km (F)                    | Anders Södergren                                                    | Östersunds SK                                                       | Mathias Fredriksson                                         | Axa SC                                                      | Fredrik Karlsson                                                       | Eksjö SOK                                                              |
| Double pursuit (15 K + 15 F) | Mathias Fredriksson                                                 | Axa SC                                                              | Johan Olsson                                                | Åsarna IK                                                   | Fredrik Östberg                                                        | Falun-Borlänge SK                                                      |
| Sprint (F)                   | Björn Lind                                                          | Hudiksvalls IF                                                      | Thobias Fredriksson                                         | Östersunds SK                                               | Fredrik Persson                                                        | Åsarna IK                                                              |
| Sprintstafett (K)            | Sollefteå SK 1 (Robin Bryntesson, Fredrik Byström)                  | Sollefteå SK 1 (Robin Bryntesson, Fredrik Byström)                  | Hudiksvalls IF 1 (Peter Larsson, Björn Lind)                | Hudiksvalls IF 1 (Peter Larsson, Björn Lind)                | Åsarna IK 1 (Gustaf Berglund, Fredrik Persson)                         | Åsarna IK 1 (Gustaf Berglund, Fredrik Persson)                         |
| Stafett 3 x 10 km (F)        | Östersunds SK (Thobias Fredriksson, Anders Södergren, Mikael Ojala) | Östersunds SK (Thobias Fredriksson, Anders Södergren, Mikael Ojala) | IFK Mora (Niklas Karlsson, Rickard Andreasson, Lars Suther) | IFK Mora (Niklas Karlsson, Rickard Andreasson, Lars Suther) | Falun Borlänge SK (Johan Henriksson, Fredrik Östberg, Kalle Gräfnings) | Falun Borlänge SK (Johan Henriksson, Fredrik Östberg, Kalle Gräfnings) |
| Lagtävling 15 km             | Åsarna IK                                                           | Åsarna IK                                                           |                                                             |                                                             |                                                                        |                                                                        |
| Lagtävling 50 km             | Östersunds SK                                                       | Östersunds SK                                                       |                                                             |                                                             |                                                                        |                                                                        |
| Lagtävling Double Pursuit    | Östersunds SK                                                       | Östersunds SK                                                       |                                                             |                                                             |                                                                        |                                                                        |

I stafetten var IFK Mora lag 2 med Markus Leijon, Martin Johansson och Joakim Engström trea i mål. 

### Damer
| Gren                           | Guld                                               | Guld                                               | Silver                                                         | Silver                                                         | Brons                                                      | Brons                                                      |
| 10 km (K)                      | Lina Andersson                                     | Piteå Elit SK                                      | Mia Eriksson                                                   | IFK Tärendö                                                    | Susanne Nyström                                            | Piteå Elit SK                                              |
| 30 km (F)                      | Charlotte Kalla                                    | IFK Tärendö                                        | Anna Hansson                                                   | IFK Mora                                                       | Elin Ek                                                    | IFK Mora                                                   |
| Double pursuit (7,5 K + 7,5 F) | Maria Rydqvist                                     | Östersunds SK                                      | Sofia Bleckur                                                  | IFK Mora                                                       | Ida Olsson                                                 | Åsarna SK                                                  |
| Sprint (F)                     | Mia Eriksson                                       | IFK Tärendö                                        | Ida Ingemarsdotter                                             | Åsarna IK                                                      | Maria Rydqvist                                             | Östersunds SK                                              |
| Sprintstafett (K)              | Piteå Elit SK 1 (Susanne Nyström, Lina Andersson)  | Piteå Elit SK 1 (Susanne Nyström, Lina Andersson)  | Åsarna IK 1 (Ida Olsson, Ida Ingemarsdotter)                   | Åsarna IK 1 (Ida Olsson, Ida Ingemarsdotter)                   | Östersunds SK 1 (Sara Lindborg, Ingrid Vikman)             | Östersunds SK 1 (Sara Lindborg, Ingrid Vikman)             |
| Stafett 3 x 5 km (F)           | IFK Mora SK (Sofia Bleckur, Elin Ek, Anna Hansson) | IFK Mora SK (Sofia Bleckur, Elin Ek, Anna Hansson) | Östersunds SK (Maria Gräfnings, Sara Lindborg, Maria Rydqvist) | Östersunds SK (Maria Gräfnings, Sara Lindborg, Maria Rydqvist) | IFK Tärendö (Fanny Pekkari, Mia Eriksson, Charlotte Kalla) | IFK Tärendö (Fanny Pekkari, Mia Eriksson, Charlotte Kalla) |
| Lagtävling 10 km               | Piteå Elit SK                                      | Piteå Elit SK                                      |                                                                |                                                                |                                                            |                                                            |
| Lagtävling 30 km               | IFK Mora SK                                        | IFK Mora SK                                        |                                                                |                                                                |                                                            |                                                            |
| Lagtävling Double Pursuit      | Östersunds SK                                      | Östersunds SK                                      |                                                                |                                                                |                                                            |                                                            |

### Webbkällor
- Svenska Skidförbundet
- Sweski.com
- Skid-SM 2008